# Liophaena gracilipes
Liophaena gracilipes är en skalbaggsart som beskrevs av Sharp 1880. Liophaena gracilipes ingår i släktet Liophaena och familjen kortvingar. Inga underarter finns listade i Catalogue of Life.